# 中部日本吹奏楽コンクール
中部日本吹奏楽コンクール（ちゅうぶにっぽんすいそうがくコンクール）は、中部日本吹奏楽連盟と中日新聞社が主催する中部地方における中学校・高等学校の生徒による吹奏楽コンクールである。

## 概要
1958年（昭和33年）に第1回大会が開催された。出演部門は編成によりわかれており、中学校・高校それぞれに大編成・小編成の部がある。これら大小の区別がはじまったのは、1975年（昭和50年）の第18回大会以降である。
各部門ごとに、金賞・銀賞・銅賞の3グループに分けて表彰される。金賞グループの中で特に優れた学校には、文部科学大臣奨励賞が贈られる。次点の学校には中日新聞社賞、次いで理事長賞が贈られる。

### 予選・本選の日程
一般的なコンクール同様、各県の大会が例年6〜8月ごろ開催され、本大会は10月上旬に開かれる。会場は各県支部持ち回り制になっているが、近年奇数年度はアクトシティ浜松(静岡県)、偶数年度は静岡県以外の各支部で交互に開催されている。

### 中部日本吹奏楽連盟
中部日本吹奏楽連盟（ちゅうぶにっぽんすいそうがくれんめい）は、1953年に中日新聞社が中心となって設立した音楽団体。中部10連盟で組織された吹奏楽の発展と振興を目的とする団体である。
- 加盟支部
  - 富山県・石川県・福井県（北陸吹奏楽連盟）
  - 長野県・岐阜県・静岡県・愛知県・三重県（東海吹奏楽連盟）
  - 滋賀県（関西吹奏楽連盟）
  - 名古屋市（2015年から愛知県支部と統合）

#### 主な事業
- 中部日本吹奏楽コンクール
- 中部日本個人・重奏コンテスト

### 過去の区分
- 第1回（1958年）は中高の区別はなかった。
- 第55回（2012年）までは各部門ごとに、優勝・準優勝・優秀の3グループに分けて表彰された。優勝グループの中で特に優れた学校に、文部科学大臣奨励賞が贈られた。次点学校には神納杯、次いで中日新聞社賞、審査員特別賞が贈られた。これら4つの賞に伴って授与される特別賞として、浜松市長賞、静岡県理事賞、浜松市教育委員会賞、静岡県教育委員会教育長賞、ヤマハ賞、ジルジャン賞も贈られた。また本大会に出場するすべての団体には世界連邦賞も授与された。
- 第21回（1978年）から指導者に対する賞として、中学および高校・一般のそれぞれにJBA優秀指導者賞（日本吹奏楽指導者協会優秀指導者賞）が贈られた。この賞は、文部科学大臣（旧・文部大臣）奨励賞受賞校の指揮者、つまり最優秀賞を授与された団体の指揮者に授与されるものであるが、既に受賞した者の場合、次点の団体の指揮者に授与された。
- 第57回（2013年）まではオープン参加としてフェスティバル部門があり、中部10吹奏楽連盟に加盟している大学・一般団体も参加し、奨励賞を受けることができた。

## 課題曲
例年、指定された5曲（2007年までは4曲）から1曲を選び演奏する。1年ごとに、この5曲のうち2曲が入れ替えられる。スーザ、ハロルド・ベネット、タイケなどの作品が多く採択される。楽譜の入手は例年、ヤマハミュージック東海の名古屋店・浜松店で取り次いでおり、2006年からは課題曲の参考演奏CDが名古屋芸術大学ウインドオーケストラの演奏・竹内雅一の指揮により収録され販売された。

## 開催会場・期日一覧

### 第50回 -
| 回 年度 | 会場                 | 都道府県 所属支部 | キャパシティ | 日程                     | 部門                                         |
| ------- | -------------------- | ----------------- | ------------ | ------------------------ | -------------------------------------------- |
| 50 2007 | アクトシティ浜松     | 静岡県 東海支部   | 2,336        | 2007年10月6日（土）      | 中学校大編成                                 |
| 50 2007 | アクトシティ浜松     | 静岡県 東海支部   | 2,336        | 2007年10月7日（日）      | 高等学校大編成 フェスティバル                |
| 50 2007 | 豊田市民文化会館     | 愛知県 東海支部   | 1,708        | 2007年10月13日（土）     | 中学校小編成                                 |
| 50 2007 | 豊田市民文化会館     | 愛知県 東海支部   | 1,708        | 2007年10月14日（日）     | 高等学校小編成                               |
| 51 2008 | 福井県立音楽堂       | 福井県 北陸支部   | 1,456        | 2008年10月11日（土）     | 中学校小編成 高等学校小編成                  |
| 51 2008 | 福井県立音楽堂       | 福井県 北陸支部   | 1,456        | 2008年10月12日（日）     | 中学校大編成 高等学校大編成 フェスティバル   |
| 52 2009 | 羽島市文化センター   | 岐阜県 東海支部   | 1,290        | 2009年10月10日（土）     | 中学校大編成 フェスティバル                  |
| 52 2009 | 羽島市文化センター   | 岐阜県 東海支部   | 1,290        | 2009年10月11日（日）     | 中学校小編成 フェスティバル                  |
| 52 2009 | 羽島市文化センター   | 岐阜県 東海支部   | 1,290        | 2009年10月12日（月・祝） | 高等学校小編成 高等学校大編成                |
| 53 2010 | アクトシティ浜松     | 静岡県 東海支部   | 2,336        | 2010年10月9日（土）      | 中学校小編成 フェスティバル                  |
| 53 2010 | アクトシティ浜松     | 静岡県 東海支部   | 2,336        | 2010年10月10日（日）     | 中学校大編成 フェスティバル                  |
| 53 2010 | アクトシティ浜松     | 静岡県 東海支部   | 2,336        | 2010年10月11日（月・祝） | 高等学校小編成 高等学校大編成 フェスティバル |
| 54 2011 | 羽島市文化センター   | 岐阜県 東海支部   | 1,290        | 2011年10月8日（土）      | 中学校小編成                                 |
| 54 2011 | 羽島市文化センター   | 岐阜県 東海支部   | 1,290        | 2011年10月9日（日）      | 中学校大編成 フェスティバル                  |
| 54 2011 | 羽島市文化センター   | 岐阜県 東海支部   | 1,290        | 2011年10月10日（月・祝） | 高等学校小編成 高等学校大編成 フェスティバル |
| 55 2012 | 新川文化ホール       | 富山県 北陸支部   | 1,186        | 2012年10月6日（土）      | 中学校小編成                                 |
| 55 2012 | 新川文化ホール       | 富山県 北陸支部   | 1,186        | 2012年10月7日（日）      | 中学校大編成 フェスティバル                  |
| 55 2012 | 新川文化ホール       | 富山県 北陸支部   | 1,186        | 2012年10月8日（月・祝）  | 高等学校小編成 高等学校大編成                |
| 56 2013 | アクトシティ浜松     | 静岡県 東海支部   | 2,336        | 2013年10月12日（土）     | 高等学校小編成 高等学校大編成 フェスティバル |
| 56 2013 | アクトシティ浜松     | 静岡県 東海支部   | 2,336        | 2013年10月13日（日）     | 中学校小編成 中学校大編成                    |
| 57 2014 | ひこね市文化プラザ   | 滋賀県 関西支部   | 1,480        | 2014年10月4日（土）      | 中学校小編成 中学校大編成                    |
| 57 2014 | ひこね市文化プラザ   | 滋賀県 関西支部   | 1,480        | 2014年10月5日（日）      | 高等学校小編成 高等学校大編成                |
| 58 2015 | アクトシティ浜松     | 静岡県 東海支部   | 2,336        | 2015年10月10日（土）     | 高等学校小編成 高等学校大編成                |
| 58 2015 | アクトシティ浜松     | 静岡県 東海支部   | 2,336        | 2015年10月11日（日）     | 中学校小編成 中学校大編成                    |
| 59 2016 | 不二羽島文化センター | 岐阜県 東海支部   | 1,290        | 2016年10月8日（土）      | 中学校小編成 中学校大編成                    |
| 59 2016 | 不二羽島文化センター | 岐阜県 東海支部   | 1,290        | 2016年10月9日（日）      | 高等学校小編成 高等学校大編成                |
| 60 2017 | アクトシティ浜松     | 静岡県 東海支部   | 2,336        | 2017年10月7日（土）      | 高等学校小編成 中学校大編成                  |
| 60 2017 | アクトシティ浜松     | 静岡県 東海支部   | 2,336        | 2017年10月8日（日）      | 中学校小編成 高等学校大編成                  |
| 61 2018 | 金沢歌劇座           | 石川県 北陸支部   | 1,919        | 2018年10月6日（土）      | 高等学校小編成 中学校大編成                  |
| 61 2018 | 金沢歌劇座           | 石川県 北陸支部   | 1,919        | 2018年10月7日（日）      | 中学校小編成 高等学校大編成                  |
| 62 2019 | アクトシティ浜松     | 静岡県 東海支部   | 2,336        | 2019年10月5日（土）      | 高等学校小編成 中学校大編成                  |
| 62 2019 | アクトシティ浜松     | 静岡県 東海支部   | 2,336        | 2019年10月6日（日）      | 中学校小編成 高等学校大編成                  |
| 63 2020 | 高山市民文化会館     | 岐阜県 東海支部   | 1,671        | 2020年10月3日（土）      | 高等学校小編成 中学校大編成                  |
| 63 2020 | 高山市民文化会館     | 岐阜県 東海支部   | 1,671        | 2020年10月4日（日）      | 中学校小編成 高等学校大編成                  |
| 64 2021 | アクトシティ浜松     | 静岡県 東海支部   | 2,336        | 2021年10月2日（土）      | 高等学校小編成 中学校大編成                  |
| 64 2021 | アクトシティ浜松     | 静岡県 東海支部   | 2,336        | 2021年10月3日（日）      | 中学校小編成 高等学校大編成                  |
| 65 2022 | 福井県立音楽堂       | 福井県 北陸支部   | 1,456        | 2022年10月1日（土）      | 高等学校小編成 中学校大編成                  |
| 65 2022 | 福井県立音楽堂       | 福井県 北陸支部   | 1,456        | 2022年10月2日（日）      | 中学校小編成 高等学校大編成                  |
| 66 2023 | アクトシティ浜松     | 静岡県 東海支部   | 2,336        | 2023年9月30日（土）      | 高等学校小編成 中学校大編成                  |
| 66 2023 | アクトシティ浜松     | 静岡県 東海支部   | 2,336        | 2023年10月1日（日）      | 中学校小編成 高等学校大編成                  |
| 67 2024 | 豊田市民文化会館     | 愛知県 東海支部   | 1,708        | 2024年10月5日（土）      | 高等学校小編成 中学校大編成                  |
| 67 2024 | 豊田市民文化会館     | 愛知県 東海支部   | 1,708        | 2024年10月6日（日）      | 中学校小編成 高等学校大編成                  |

## 歴代優秀団体

### 第57回 -
| 回 年度 | 部門           | 文部科学大臣奨励賞 （第1位） | 中日新聞社賞 （第2位）     | 理事長賞 （第3位）           |
| ------- | -------------- | ---------------------------- | -------------------------- | ---------------------------- |
| 57 2014 | 中学校小編成   | 鈴鹿市立千代崎中学校         | 高岡市立高岡西部中学校     | 射水市立射北中学校           |
| 57 2014 | 中学校大編成   | 浜松市立高台中学校           | 名古屋市立神丘中学校       | 豊川市立南部中学校           |
| 57 2014 | 高等学校小編成 | 光ヶ丘女子高等学校           | 名古屋大谷高等学校         | 三重県立白子高等学校         |
| 57 2014 | 高等学校大編成 | 福井県立武生商業高等学校     | 静岡県立浜松商業高等学校   | 安城学園高等学校             |
| 58 2015 | 中学校小編成   | 日進市立日進中学校           | 刈谷市立刈谷南中学校       | 射水市立射北中学校           |
| 58 2015 | 中学校大編成   | 鯖江市中央中学校             | 高岡市立芳野中学校         | 名古屋市立神丘中学校         |
| 58 2015 | 高等学校小編成 | 福井県立三国高等学校         | 長野県上田東高等学校       | 浜松日体中・高等学校         |
| 58 2015 | 高等学校大編成 | 長野県小諸高等学校           | 安城学園高等学校           | 福井工業大学附属福井高等学校 |
| 59 2016 | 中学校小編成   | 袋井市立周南中学校           | 白山市立北星中学校         | 岡崎市立六ツ美中学校         |
| 59 2016 | 中学校大編成   | 高岡市立芳野中学校           | 浜松市立湖東中学校         | 豊川市立南部中学校           |
| 59 2016 | 高等学校小編成 | 金沢市立工業高等学校         | 浜松日体中・高等学校       | 富山県立高岡工芸高等学校     |
| 59 2016 | 高等学校大編成 | 光ヶ丘女子高等学校           | 福井県立武生商業高等学校   | 皇學館高等学校               |
| 60 2017 | 中学校小編成   | 東郷町立東郷中学校           | 能美市立辰口中学校         | 敦賀市立角鹿中学校           |
| 60 2017 | 中学校大編成   | 岡崎市立美川中学校           | 浜松市立南陽中学校         | 松本市立梓川中学校           |
| 60 2017 | 高等学校小編成 | 浜松日体中・高等学校         | 富山県立富山工業高等学校   | 金沢市立工業高等学校         |
| 60 2017 | 高等学校大編成 | 安城学園高等学校             | 石川県立小松明峰高等学校   | 静岡県立浜松湖南高等学校     |
| 61 2018 | 中学校小編成   | 小松市立板津中学校           | 鯖江市東陽中学校           | 福井市明道中学校             |
| 61 2018 | 中学校大編成   | 福井市成和中学校             | 高岡市立芳野中学校         | 金沢市立大徳中学校           |
| 61 2018 | 高等学校小編成 | 長野県飯田高等学校           | 福井県立三国高等学校       | 小松大谷高等学校             |
| 61 2018 | 高等学校大編成 | 愛知工業大学名電高等学校     | 小松市立高等学校           | 福井県立武生商業高等学校     |
| 62 2019 | 中学校小編成   | 豊橋市立吉田方中学校         | 小松市立板津中学校         | 浜松市立北星中学校           |
| 62 2019 | 中学校大編成   | 高岡市立芳野中学校           | 鯖江市中央中学校           | 浜松市立天竜中学校           |
| 62 2019 | 高等学校小編成 | 浜松日体中・高等学校         | 富山県立富山工業高等学校   | 岐阜県立土岐商業高等学校     |
| 62 2019 | 高等学校大編成 | 愛知工業大学名電高等学校     | 石川県立小松明峰高等学校   | 福井県立武生商業高等学校     |
| 64 2021 | 中学校小編成   | 白山市立北辰中学校           | 射水市立新湊南部中学校     | 白山市立美川中学校           |
| 64 2021 | 中学校大編成   | 四日市市立南中学校           | 能美市立辰口中学校         | 南砺市立福野中学校           |
| 64 2021 | 高等学校小編成 | 浜松日体中・高等学校         | 富山県立富山工業高等学校   | 富山県立大門高等学校         |
| 64 2021 | 高等学校大編成 | 愛知工業大学名電高等学校     | 浜松聖星高等学校           | 静岡県立浜名高等学校         |
| 65 2022 | 中学校小編成   | 射水市立新湊中学校           | 浜松市立開成中学校         | 砺波市立庄西中学校           |
| 65 2022 | 中学校大編成   | 南砺市立福野中学校           | 四日市市立南中学校         | 金沢市立大徳中学校           |
| 65 2022 | 高等学校小編成 | 富山県立富山南高等学校       | 福井県立福井商業高等学校   | 浜松日体中・高等学校         |
| 65 2022 | 高等学校大編成 | 静岡県立浜名高等学校         | 光ヶ丘女子高等学校         | 安城学園高等学校             |
| 66 2023 | 中学校小編成   | 射水市立新湊南部中学校       | 磐田市立磐田第一中学校     | 浜松市立開成中学校           |
| 66 2023 | 中学校大編成   | 砺波市立庄西中学校           | 砺波市立出町中学校         | 浜松市立南部中学校           |
| 66 2023 | 高等学校小編成 | 福井県立福井商業高等学校     | 浜松開誠館中学校・高等学校 | 浜松市立高等学校             |
| 66 2023 | 高等学校大編成 | 愛知工業大学名電高等学校     | 長野県小諸高等学校         | 浜松修学舎中学校・高等学校   |
| 67 2024 | 中学校小編成   | 射水市立小杉中学校           | 白山市立美川中学校         | 射水市立新湊･新湊南部中学校  |
| 67 2024 | 中学校大編成   | 砺波市立庄西中学校           | 尾張旭市立東中学校         | 南砺市立福野中学校           |
| 67 2024 | 高等学校小編成 | 静岡県立浜松商業高等学校     | 福井県立福井商業高等学校   | 浜松日体中・高等学校         |
| 67 2024 | 高等学校大編成 | 愛知工業大学名電高等学校     | 長野県小諸高等学校         | 安城学園高等学校             |